# Речь Рузвельта 8 декабря 1941 года

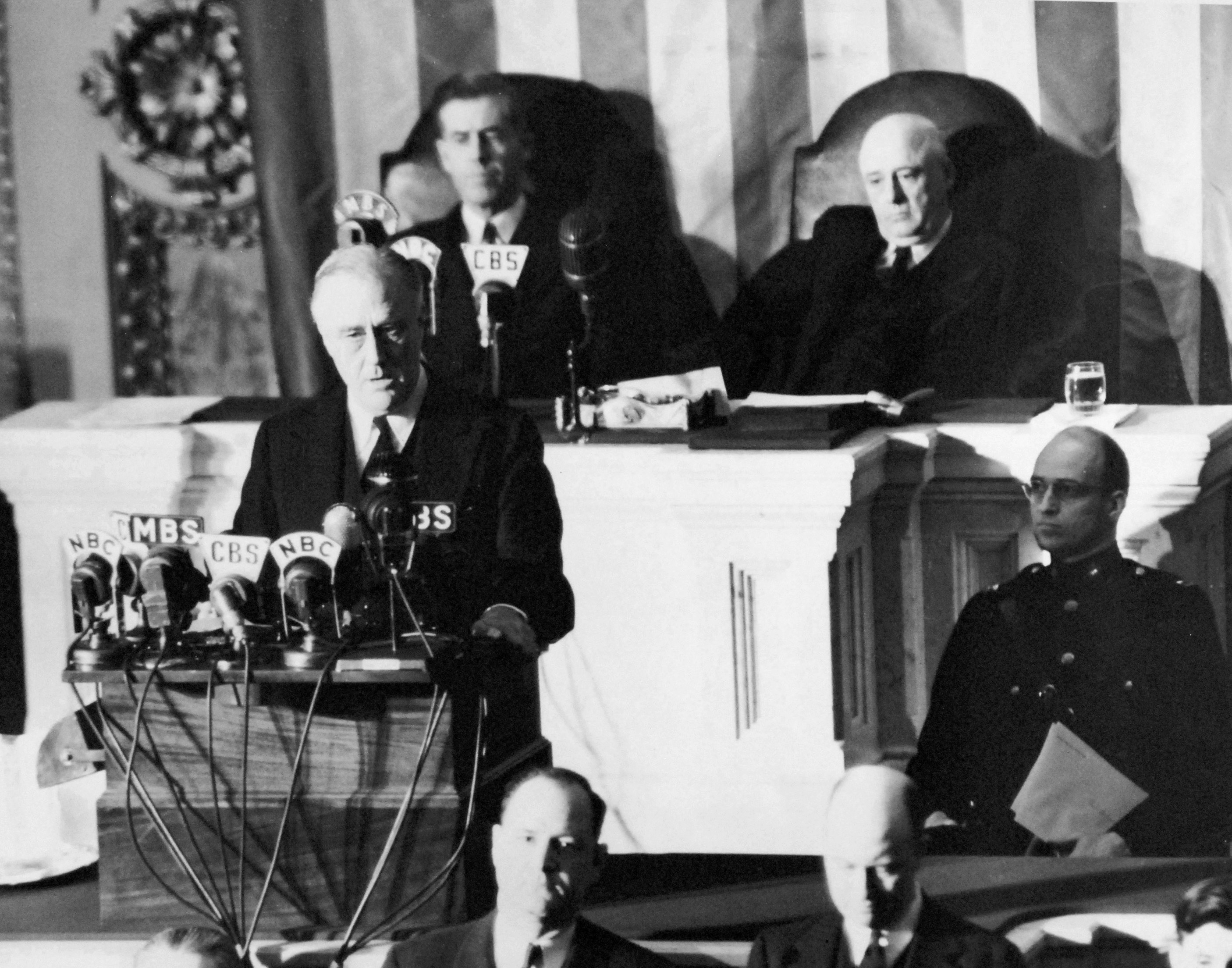
Рузвельт выступает с речью в Конгрессе. За ним сидят вице-президент Генри А. Уоллес (слева) и спикер Палаты представителей Сэм Рейберн (справа). Правее Рузвельта сидит сын президента — Джеймс Рузвельт, сопровождавший своего отца в Капитолий и служивший офицером в морской пехоте.

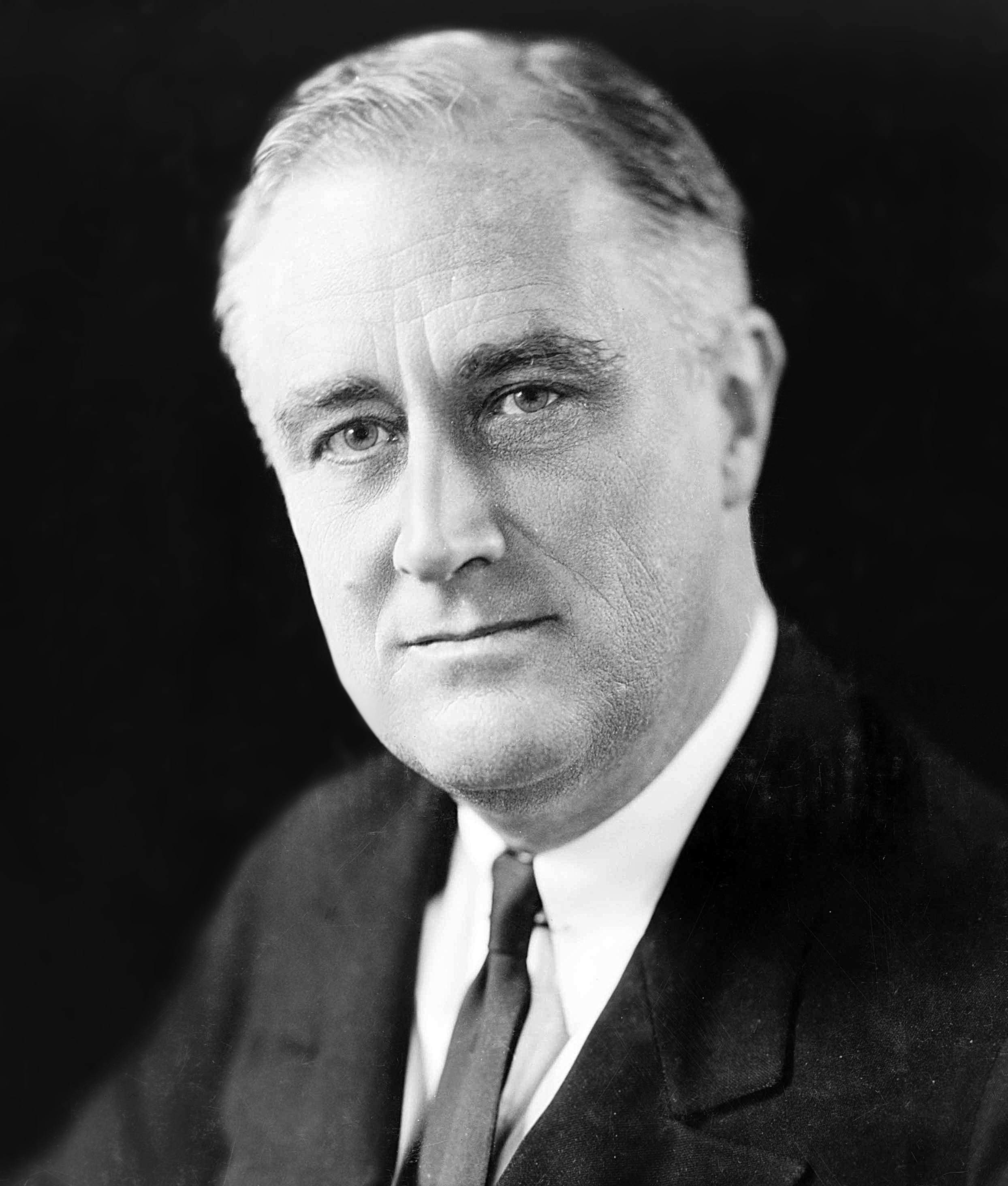
Президент США Франклин Д. Рузвельт

8 декабря 1941 года президент США Франклин Делано Рузвельт выступил на совместном заседании Конгресса США, сутки спустя после того, как авиация Японской империи осуществила нападение на главную базу ВМС США в Тихом океане — Пёрл-Харбор. В этот же день Японская империя атаковала ряд других владений Тихоокеанского региона — Гавайские острова и Филиппины, а также колонии в Гонконге и Индокитае. Одновременно с США в войну против Японии вступила Британская империя. В американской прессе обиходное название речи произошло от первой её строки: Рузвельт описал предыдущий день как «дату, навсегда вписанную в историю как символ позора». Также упоминается в источниках как «Речь Пёрл-Харбора».
В течение часа после выступления Конгресс утвердил резолюцию об объявлении войны Японии, тем самым США вступили во Вторую мировую войну. Эта речь стала одним из самых известных политических выступлений американских лидеров.

## Анализ

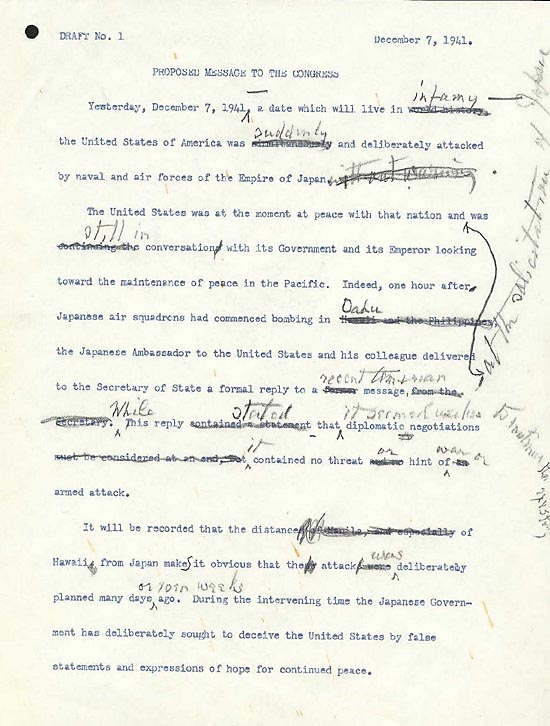
Черновый вариант текста речи о «Дне Позора» с поправками Рузвельта.

Речь о «Дне Позора» шла чуть более семи минут. Государственный секретарь США Корделл Халл рекомендовал президенту уделить большее время на полное изложение истории американо-японских отношений и о длительным, но безуспешным усилиям по поиску мирного разрешения конфликта на уровне дипломатии. Однако Рузвельт сделал речь более короткой и очень ёмкой, полагая, что она окажет более драматический эффект на слушателей.
Пересмотренное по инициативе Рузвельта заявление оказалось более сильным, он настойчиво утверждал, что потомки всегда будут склонны оглядываться назад и рассматривать это нападение как акт военной агрессии против Штатов. Речь была задумана не просто как личный ответ президента, но и как заявление от имени всего американского народа перед лицом большой коллективной трагедии. Провозглашая неизгладимость нападения и выражая возмущение его «подлым» характером, речь произвела сплочение общества и спровоцировала реакцию нации на проявление коллективного ответа и решимости.
Первый абзац речи был тщательно сформулирован так, чтобы продемонстрировать изображение Соединенных Штатов Рузвельтом как жертвы невинной неспровоцированной агрессии со стороны Японии. Формулировка была намеренно подобрана пассивной. Вместо того чтобы заявить о том, что, например, «Япония напала на Соединенные Штаты», Рузвельт предпочел выдвинуть на первый план предложения объект, в отношении которого приняты меры, а именно подчеркнуть статус Соединенных Штатов как жертвы нападения. Тема «нарушенной невиновности» была дополнительно усилена повествованием Рузвельта о продолжающихся переговорах с японскими послами, которые президент охарактеризовал как циничные и нечестные, ведущиеся японским правительством в то время, когда оно в тайне ото всех готовилось к войне против США.
Рузвельт сознательно стремился избежать более абстрактного обращения, которое в ту пору было сделано президентом Вудро Вильсоном в его собственной речи перед Конгрессом в апреле 1917 года, когда США вступили в Первую мировую войну. Вильсон излагал стратегическую угрозу, исходящую от Германии, и подчеркнул идеалистические цели, стоящие за участием США в войне. Однако в 1930-е годы американское общественное мнение продолжало придерживаться изоляционистских взглядов и было против обсуждения таких тем, опасаясь, что идеализм на передел мира может быть достигнут только посредством «справедливой войны». Рузвельт, таким образом, акцентировал своё внимание на призыве к обществу на интуитивном уровне — призыву к патриотизму, а не к призыву идеалам. Тем не менее он постарался провести символическую связь с апрельским объявлением войны 1917 года: по пути в Капитолий, Рузвельта, помимо его сына, также сопровождала вдова 28-го президента США Эдит Боллинг Гальт Вильсон.
«Рамки Позора», определённые Рузвельтом, вызвали дополнительный общественный резонанс в связи с тем, что они следовали образцу более ранних рассказов о поражениях США. Битва при Литл-Бигхорне в 1876 году и потопление крейсера USS Maine в 1898 году были одновременно и источником сильного национального возмущения, и решимости вступить в войну против врага. Поражения и неудачи каждый раз изображались просто как трамплин к возможной и неизбежной победе. По словам Сандры Зильберштейн, речь Рузвельта следовала устоявшейся традиции, согласно которой «посредством риторических условностей президенты берут на себя исключительные полномочия в качестве главнокомандующего, инакомыслие сводится к минимуму, враги очерняются, а люди снова гибнут, защищая свою нацию, молясь Богу».
Рузвельт употребил идею kairos, которая нашла своё отражение к своевременной речи; это сделало речь о «Дне Позора» мощной и риторически важной. Выступая с речью на следующий день после атаки на Пёрл-Харбор, Рузвельт представил себя готовым немедленно принять решение этой проблемы, указав на её важность как для него самого, так и для всей страны. Выбор времени для выступления, согласованный с мощной военной риторикой Рузвельта, позволил Конгрессу немедленно и единогласно одобрить вступление в войну. По сути, выбранное время для обращения к нации расширило его исполнительные полномочия не только до самого объявления войны, но и до её начала — полномочия, которые конституционно принадлежит Конгрессу.
Общий тон речи был решительным. Рузвельт не пытался скрыть огромный ущерб, нанесенный вооруженным силам США, отметив (не называя цифр, поскольку отчеты о потерях все ещё уточнялись), что «очень много американских жизней было потеряно» в результате нападения. Однако он подчеркнул свою уверенность в силе американского народа противостоять вызову, брошенному Японией, сославшись на «безграничную решимость собственного народа». Он стремился вновь заверить общественность в том, что меры по обеспечению их безопасности были приняты, отметив свою роль в качестве «главнокомандующего армии и флота» (ВВС стали частью Вооружённых сил США лишь спустя некоторое время) и заявил, что он уже «приказал принять все меры для защиты граждан».
Рузвельт также подчеркнул, что «американский народ, территория и интересы страны находятся под серьёзной угрозой», и обратил внимание на сообщения об атаках японской авиации в водах Тихого океана между Гавайскими островами и Сан-Франциско. Поступив таким образом, Рузвельт стремился заставить замолчать изоляционистское движение, которое решительно выступало против вступления США в европейский театр военных действий Второй мировой войны. Он заверил, что если бы территория и воды континентальной части США, а не только отдаленные владения, такие как Филиппины, рассматривались как находящиеся под прямой военной угрозой, политика изоляционизма стала бы абсолютно неприемлемой. Речь Рузвельта произвела желаемый эффект: только одна представительница Конгресса США, Джанет Рэнкин, проголосовала против принятия декларации об объявлении войны Японии, которой он добился. Изоляционистское движение в стране угасло почти сразу.